# 加藤卓男
加藤 卓男（かとう たくお、1917年（大正6年）9月12日 - 2005年（平成17年）1月11日）は、陶芸家。幸兵衛窯六代目。ラスター彩、青釉、三彩、ペルシア色絵などを再現。国指定重要無形文化財（人間国宝）、岐阜県名誉県民、多治見市名誉市民。

## 略歴
- 1917年（大正6年）岐阜県多治見市に生まれる。父加藤幸兵衛に師事。後年になって卓男は、叔父の加藤基一とその友人で古陶好きの多治見工業学校英語教諭、高木康一が「日曜のたびに私を連れて窯跡を掘りに出かけた」と少年の日の思い出を記している[1]。
- 1935年（昭和10年）岐阜県多治見工業学校（岐阜県立多治見工業高等学校）卒業。
- 1938年（昭和13年）陸軍に入隊。幹部候補生として千葉市の陸軍無線学校に入学。
- 1940年（昭和15年）北支に転属し少尉に任官、北京の教育隊に勤務する。
- 1943年（昭和18年）400人の兵隊を引率して広島市にある大本営第二通信隊に転属、無線通信の中隊長として活躍。
- 1945年（昭和20年）8月6日広島市に原子爆弾が投下されたが、米子市へ出張するために乗車した国鉄芸備線の車中にいたために難を逃れた。その後、爆死者の死体収容にあたり被爆。白血病を発症し約10年間、闘病生活を送る。
- 1956年（昭和31年）緑釉花瓶が日展に初入選。
- 1961年（昭和36年）フィンランド政府の招聘により、意匠と技術の交換のため留学。フィンランド工芸美術学校修了。帰途イランに立ち寄り、「昔の面影を残すペルシャ風土と、興亡の歴史の中に生まれた古陶の美に愛着と魅力を感じ」た[2]。
- 1963年（昭和38年）第六回日展特選北斗賞政府買い上げ。
- 1965年（昭和40年）第八回日展特選北斗賞受賞。
- 1973年（昭和48年）ペルシャ陶芸研究のため、イラン国立パーラヴィ大学付属アジア研究所留学およびペルシャ古陶発掘に参加。以後十数回にわたり中東を訪れる。
- 1975年（昭和50年）ペルシャ釉の研究および美濃陶芸の指導育成により中日文化賞受賞。
- 1980年（昭和55年）宮内庁より正倉院三彩の復元制作を委嘱される。
- 1983年（昭和58年）多治見市 および岐阜県 重要無形文化財に認定される。
- 1986年（昭和61年）トルコ・イスタンブール 、トプカプ宮殿博物館において個展を開催。
- 1988年（昭和63年）紫綬褒章を受章。
- 1991年（平成3年）日本陶磁協会賞金賞受賞。
- 1992年（平成4年）伊勢神宮式年遷宮に際し、御神宝として「陶猿頭形御硯」を制作。
- 1993年（平成5年）フランス・パリ、エトワール美術館にて個展を開催。MOA美術館より岡田茂吉賞大賞受賞。
- 1995年（平成7年）5月31日、国指定重要無形文化財「三彩」保持者（人間国宝）認定。
- 1996年（平成8年）岐阜県名誉県民に選定される[3]。
- 2002年（平成14年）「人間国宝　加藤卓男シルクロード歴程」展を東京、大阪、北海道、名古屋にて開催。
- 2005年（平成17年）1月11日、87歳没。故人として第五回織部賞特別賞を受賞。
- 幸兵衛窯本館の2階展示室に代表作を、同古陶磁資料館に40年にわたるペルシャ陶器研究の資料を展示公開。
- 長男は 七代 加藤幸兵衛（加藤裕英）。その「三彩」は、2023年2月21日付で岐阜県重要無形文化財に指定された[4]。

## 著書
- 三彩の道
- やきもののシルクロード
- 砂漠が誘う（日本経済新聞社）
- 日本の陶磁4 美濃（保育社）（カラーブックス 327）1975; ISBN 4-586-50327-0
- ラスター彩陶：加藤卓男作品集（小学館）1982
- 美濃の陶華：加藤幸兵衛作品集（責任編集）（淡交社）1983
- 織部の文様（編著）（光村推古書院）1985
- ペルシャ陶器（保育社）（カラーブックス 761）1988; ISBN 4-586-50761-6